# Harry Potter u prijevodu
Knjige o Harryju Potteru čine seriju fantastičnih romana autorice J. K. Rowling koji opisuju pustolovine malog čarobnjaka koji je kao beba postao siroče i kojeg su odgojili nemagični ljudi.
Romani o Harry Potteru postale su najomiljenija - i najkritiziranija - djela dječje književnosti na svijetu, s čitateljima svih uzrasta koje su njihovu autoricu lansirale među zvijezde. Samo u Americi knjige o Harryju Potteru su tiskane u 80 milijuna primjeraka, a pretpostavlja se da je u svijetu tiskano oko 300 milijuna primjeraka.

## Popis prijevoda po jezicima
Knjige o Harry Potteru prevedene su na otprilike 66 jezika i prodaju se u više od 200 zemalja. Neki prijevodi, kao npr. latinski i starogrčki, rađeni su kao akademske vježbe, ali i kako bi se povećao interes za te jezike i kako bi učenici mogli čitati nove tekstove. Starogrčka verzija, kako tvrde prevoditelji, najduži je tekst preveden na taj jezik u posljednjih 1500 godina, i trebala je godina dana da ga se dovrši. U nekim su zemljama, npr. Španjolskoj i Indiji, knjige prevedene na više lokalnih jezika (tj. narječja).
Knjige su službeno prevedene na sljedeće jezike: 

(Napomena - jezici su navedeni dvaput ako postoji više od jednog prijevoda, a poredani su abecednim redom. Nelegalni prijevodi nisu stavljeni pod broj, ali su spomenuti.)
| Broj | Jezik                              | Zemlja                        | Izdavač | Prevoditelj |
| ---- | ---------------------------------- | ----------------------------- | --- | --- |
| 1.   | afrikaans                          | Južna Afrika                  | Human & Rousseau (pty) Ltd. Arhivirana inačica izvorne stranice od 22. kolovoza 2006. (Wayback Machine)      | Janie Oosthuysen |
| 2.   | albanski                           | Albanija                      | Dituria | Amik Kasoruho |
| 3.   | arapski                            | Egipat                        | (?) | Nahdet Misr |
| 4.   | baskijski                          | Španjolska                    | Ediciones Salamandra / Elkarlanean                                                                           | Iñaki Mendiguren (I-IV) |
| 5.   | bengalski                          | Bangladeš                     | (?) | Ankur Prakashani |
| 6.   | bugarski                           | Bugarska                      | Egmont Bulgaria                                                                                              | Teodora Džebarova (I), Mariana Melniška Arhivirana inačica izvorne stranice od 23. svibnja 2005. (Wayback Machine) (II-IV), Emilija L. Maslarova (V-VII) |
| 7.   | katalonski                         | Španjolska                    | Editorial Empuries                                                                                           | Laura Escorihuela (I-IV), Marc Alcega (IV), Xavier Pàmies (V)                                                                                            |
| 8.   | kineski                            | Kina                          | People's Literature Publishing House                                                                         | Su Nong (I) (苏农), Ma Aixin (II, IV, V) (马爱新), Zheng Xumi (III) (郑须弥), Ma Ainong (V) (马爱农), i Cai Wen (V) (蔡文)                               |
| 9.   | kineski                            | Tajvan                        | Crown Publishing Company Ltd                                                                                 | Peng Chien-Wen (彭倩文; Peng Qianwen) |
| 10.  | hrvatski                           | Hrvatska                      | Algoritam | Zlatko Crnković; (I-III), Dubravka Petrović; (IV-VII) |
| 11.  | češki                              | Češka Republika               | Albatros[neaktivna poveznica]                                                                                | Vladimír Medek (I, II, IV), Pavel Medek (III, V, VI) |
| 12.  | danski                             | Danska                        | Gyldendal | Hanna Lützen (I-VI) |
| 13.  | nizozemski                         | Nizozemska                    | Standaard/Uitgeverij De Harmonie                                                                             | Wiebe Buddingh' (I-V) |
| 14.  | engleski                           | Australija                    | Allen & Unwin Pty Ltd ;                                                                                      | nema |
| 15.  | engleski                           | Kanada                        | Bloomsbury/Raincoast Arhivirana inačica izvorne stranice od 4. kolovoza 2004. (Wayback Machine)              | nema |
| 16.  | engleski                           | Južna Afrika                  | Jonathan Ball Publishers                                                                                     | nema |
| 17.  | engleski                           | SAD                           | Scholastic                                                                                                   | nema |
| 18.  | estonski                           | Estonija                      | Varrak Publishers                                                                                            | Krista Kaer, Kaisa Kaer |
| 19.  | ferojski                           | Farski otoci                  | Bokadeild Foroya Laerarafelags                                                                               | Gunnar Hoydal (I-III), Malan Háberg (IV) |
| 20.  | finski                             | Finska                        | Tammi | prevela Jaana Kapari (I-V) |
| 21.  | francuski                          | Francuska i Kanada            | Gallimard Jeunesse Arhivirana inačica izvorne stranice od 27. kolovoza 2006. (Wayback Machine)               | Jean-François Ménard[neaktivna poveznica] (I-VI) |
| 22.  | galicijski                         | Španjolska                    | Ediciones Salamandra                                                                                         | Marilar Aleixandre |
| 23.  | gruzijski                          | Gruzija                       | Bakur Sulakauri Publishing                                                                                   | Manana Antadze (I), Davit Gabunia (II, III) i Ketevan Kanchashvili (IV, VI)                                                                              |
| 24.  | njemački                           | Njemačka                      | Carlsen Verlag                                                                                               | Klaus Fritz (I-VI) |
| 25.  | donjonjemački                      | Njemačka                      | Verlag Michael Jung                                                                                          | Cyriacks, Peter Nissen et al Hartmut |
| 26.  | grčki (suvremeni)                  | Grčka                         | Psicholgios Publications Arhivirana inačica izvorne stranice od 7. veljače 2005. (Wayback Machine)           | Máia Roútsou (I); Kaíti Oikonómou (II-V) |
| 27.  | starogrčki (starogrčki)            | Grčka                         | Bloomsbury                                                                                                   | Andrew WilsonNPR interview |
| 28.  | grenlandski                        | Grenland                      | Atuakkiorfik Greenland Publishers                                                                            | Stephen Hammeken |
| 29.  | gudžaratski                        | Indija                        | Manjul Publishing House Pvt. Ltd.                                                                            | Jagruti Trivedi i Harish Nayak |
| 30.  | hebrejski                          | Izrael                        | Books in the Attic Ltd. / Miskal                                                                             | Gili Bar-Hillel (I-VI) |
| 31.  | hindi                              | Indija                        | Manjul Publishing House Pvt. Ltd.                                                                            | Sudhir Dixit (I-III) |
| 32.  | mađarski                           | Mađarska                      | Animus Publishing                                                                                            | Tóth Tamás Boldizsár (I-VI) |
| 33.  | islandski                          | Island                        | Bjartur | Helga Haraldsdóttir (I-V) i Jón Hallur Stefánsson (VI)                                                                                                   |
| 34.  | indonezijski                       | Indonezija                    | Penerbit PT Gramedia Pustaka Utama Arhivirana inačica izvorne stranice od 28. srpnja 2004. (Wayback Machine) | Listiana Srisanti Arhivirana inačica izvorne stranice od 29. rujna 2007. (Wayback Machine) (I-V)                                                         |
| 35.  | irski                              | Irska                         | Bloomsbury                                                                                                   | Máire Nic Mhaoláin |
| 36.  | talijanski                         | Italija                       | Adriano Salani Editore                                                                                       | Marina Astrologo (I-II), Beatrice Masini (III-V) |
| 37.  | japanski                           | Japan                         | Say-zan-sha Publications Ltd.                                                                                | Yuko Matsuoka |
| 38.  | kmerski                            | Kambodža                      | University of Cambodia Press                                                                                 | Un Tim Arhivirana inačica izvorne stranice od 19. lipnja 2006. (Wayback Machine)                                                                         |
| 39.  | Korejski                           | Koreja                        | Moonhak Soochup Publishing Co.                                                                               | Kim Hye-won (I-IV), Inja Choe (V) |
| 40.  | latinski                           | nema                          | Bloomsbury                                                                                                   | Peter Needham |
| 41.  | latvijski                          | Latvija                       | (?) | Ingus Josts (I-VI), Ieva Kolmane (IV-VI), Sabīne Ozola (V), Māra Poļakova (V)                                                                            |
| 42.  | litavski                           | Litva                         | Alma Littera Company Limited Arhivirana inačica izvorne stranice od 29. kolovoza 2006. (Wayback Machine),    | Zita Mariene (I-V) |
| 43.  | makedonski                         | Makedonija                    | Izdavačka kuća Kultura                                                                                       | (?) |
| 44.  | maratski                           | Indija                        | Manjul Publishing House Pvt. Ltd.,                                                                           | Shukla Vikas |
| 45.  | malajski                           | Malezija                      | Pelangi Books                                                                                                | (?) |
| 46.  | malajalam                          | Indija                        | Manjul Publishing House Pvt. Ltd.,                                                                           | Dr. Radhika C. Nair Arhivirana inačica izvorne stranice od 12. rujna 2004. (Wayback Machine)                                                             |
| 47.  | norveški[koji? Bokmal ili nynorsk] | Norveška                      | N.W. Damm & Son A.S.                                                                                         | [neaktivna poveznica] (I-VI) |
| 48.  | perzijski                          | Iran                          | Vidaa Slamiyeh Arhivirana inačica izvorne stranice od 17. lipnja 2008. (Wayback Machine)/Ghazal              | Saeed Kebriyaee (I), Nahid (I-V) |
| 49.  | poljski                            | Poljska                       | Media Rodzina of Poznań                                                                                      | Andrzej Polkowski (I-VI) |
| 50.  | portugalski                        | Portugal                      | Editorial Presença                                                                                           | Isabel Fraga (I), Isabel Nunes i Manuela Madureira |
| 51.  | portugalski                        | Brazil                        | Editora Rocco Ltda.                                                                                          | Lia Wyler |
| 52.  | rumunjski                          | Rumunjska                     | Egmont Rumunjska                                                                                             | https://web.archive.org/web/20060214225121/http://www.cji-bullet.ro/article.html?id=396&cadate=1075327200 Ioana Iepureanu]                               |
| 53.  | ruski                              | Rusija                        | Rosman Publishing                                                                                            | Igor W. Oranskij (I), Marina D. Litvinova (II-V), Vladimir Babkov (V), Viktor Golyshev (V), Leonid Motylev (V), Sergei Iljin (VI), Maya Lahuti (VI)      |
| 54.  | škotski                            | Bloomsbury                    | | |
| 55.  | srpski                             | Srbija                        | Evro Giunti (ranije Alfa – Narodna Knjiga)                                                                   | preveli Vesna Stamenković Roganović i Draško Roganović; (I-VII); Ana Vukomanović (II)                                                                    |
|      | singaleški                         | Šri Lanka                     | nelegalni prijevod                                                                                           | |
| 56.  | slovački                           | Slovačka                      | IKAR | Jana Petrikovičová (I,II) Oľga Kralovičová (III,IV) |
| 57.  | slovenski                          | Slovenija                     | EPTA | Jakob J. Kenda (I-V) i Branko Gradišnik (VI) |
| 58.  | španjolski                         | Španjolska i Latinska Amerika | Emece Editores / Salamandra                                                                                  | Alicia Dellepiane Rawson (I), Adolpho Muñoz Garcia (II-IV), Nieves Martín Azofra (II-IV), Gemma Rovira Ortega (V-VI)                                     |
| 59.  | švedski                            | Švedska                       | Tiden Young Books / Raben & Sjogren                                                                          | Lena Fries-Gedin (I-V) |
|      | tamilski                           | Indija i Šri Lanka            | nelegalni prijevod (?)                                                                                       | (?) |
| 60.  | tajski                             | Tajland                       | Nanmee Books                                                                                                 | Sumalee Bumrungsuk (I-II, V), Waleephon (III), Ngarmphan Wetchacheewa (IV)                                                                               |
| 61.  | turski                             | Turska                        | http://www.harrypotter.gen.tr/ Yapi Kredi Kultur Sanat Yayincilik],                                          | Mustafa Bayindir, Ülkü Tamer (I), Sevin Okyay (II-V), Kutlukhan Kutlu (IV, V)                                                                            |
| 62.  | ukrajinski                         | Ukrajina                      | A-BA-BA-HA-LA-MA-HA                                                                                          | Victor Morozov (I - V), i Sofiia Andrukhovich (IV) |
| 63.  | urdu                               | Pakistan                      | Oxford University Press                                                                                      | Darakhshanda Asghar Khokhar (I-III) |
| 64.  | valencijski                        | Španjolska                    | Editorial Empuries                                                                                           | (?) |
| 65.  | vijetnamski                        | Vijetnam                      | Trẻ Publishing House                                                                                         | Lý Lan |
| 66.  | velški                             | Wales, UK                     | Emily Huws                                                                                                   | (?) |